# Rudy Fernández
Rodolf Fernández Farrés (Palma, 4 d'abril de 1985) més conegut com a Rudy Fernández, és un jugador de bàsquet mallorquí. Fa 1,95 m d'alçada, pesa 85 kg i juga a la posició d'escorta.
Des de 2011 manté una relació sentimental amb la model Helen Lindes.

## Carrera esportiva
Jugà des de petit en les categories inferiors del Joventut de Badalona, fins que pujà al primer equip a l'ACB la temporada 2003-2004. Després de dos intents per jugar a l'NBA, el 2008 ho aconseguí de la mà dels Portland Trail Blazers. El 2008 va rebre el Premi Ramon Llull.
El juny de 2011 va fitxar pels Dallas Mavericks, guanyadors aquell any de l'NBA. Amb el tancament patronal de la competició estatunidenca a la tardor de 2011, el jugador balear va fitxar pel Reial Madrid fins a la reobertura de l'NBA. El 2012, retornà a l'ACB en firmar un contracte per tres temporades amb el Reial Madrid.
La temporada 2012-13 es va proclamar campió de la Lliga ACB amb el Reial Madrid.
El juliol de 2014 va ser inclòs pel seleccionador estatal Juan Antonio Orenga a la llista dels dotze jugadors que disputarien amb la selecció espanyola de bàsquet el Campionat del món de 2014.
L'agost de 2014 va renovar la seva vinculació amb el Reial Madrid fins al 2018. Va continuar al club fins a la seva retirada, el 2024.

## NBA

### Estadístiques
| Fase Regular | EQUIP                  | PJ | MPP  | PRPP | TPP | RPP | APP | PPP  |
| ------------ | ---------------------- | -- | ---- | ---- | --- | --- | --- | ---- |
| 2008-09      | Portland Trail Blazers | 25 | 26.8 | 0.9  | 0.2 | 3.5 | 1.9 | 11.0 |
| Carrera      |                        | 25 | 26.8 | 0.9  | 0.2 | 3.5 | 1.9 | 11.0 |

PJ: Partits Jugats, MPP: Minuts per Partit, PRPP: Pilotes Recuperades per Partit, TPP: Taps per Partit,
RPP: Rebots per Partit, APP: Assistencies per Partit, PPP: Punts per Partit

### Rècords Personals
- 25 punts (contra Miami 12/11/08)
- 4 rebots ofensius (contra San Antonio 31/10/08)
- 8 rebots defensius (contra Los Angeles Clippers 12/12/08)
- 11 rebots (contra Los Angeles Clippers 12/12/08)
- 3 pilotes robades (2 vegades)
- 1 tap (6 vegades)
- 38 minuts jugats (contra Los Angeles Clippers 12/12/08)

## Palmarès

### Títols internacionals de selecció
- Medalla d'or en el Mundial al Japó.
- Medalla de plata en el Torneig junior de Mannheim.
- Medalla de bronze en el Campionat d'Europa (Categoria Cadet) a Riga.

### Títols internacionals de club
- FIBA EuroCup: 2006
- ULEB EuroCup: 2008
- Euroleague: 2015

### Títols nacionals de club
- Lliga Catalana: 2005, 2007
- Copa del Rei: 2008, 2012
- Lliga ACB: 2013

### Nominacions individuals
- MVP Copa del Rei 2004, 2008[9]
- MVP Final de la Fiba Cup 2006
- MVP Final Eight de la ULEB Cup 2008